# Stanajcie (rejon szakowski)
Stanajcie (lit. Stanaičiai) – wieś na Litwie, na północnych krańcach Suwalszczyzny, w rejonie szakowskim w okręgu mariampolskim.
Za Królestwa Polskiego przynależała administracyjnie do gminy Błogosławieństwo w powiecie władysławowskim.